# トム・ラックマン
トム・ラックマン（Tom Rachman、1974年 - ）イギリス・カナダの小説家。
処女作『The Imperfectionists』を2010年ランダムハウスから上梓。ニューヨーク・タイムズ・ベストセラー等で紹介され、2014年現在12カ国語、26カ国で出版されている。ブラッド・ピットが映画化の権利を得た。 
ロンドン生まれバンクーバー育ち。トロント大学で学びコロンビア大学大学院で新聞学修士号を修得した。Associated Pressでジャーナリストとして働いた。現在ローマに暮らし、2作目を執筆中。
11歳年上の兄がフィナンシャル・タイムズのコラムニストGideon Rachman。

## 著作
- The Imperfectionists (2010) ISBN 978-1849160315：つぶれゆく新聞社の内情を描く連作短編集
  - （邦訳）東江一紀訳『最後の紙面』日本経済新聞出版社(日経文芸文庫)、2014年、ISBN 978-4532280291

## 参照
1. ↑  “アーカイブされたコピー”. 2013年5月27日時点のオリジナルよりアーカイブ。2013年7月1日閲覧。
2. ↑  MIKE FLEMING JR (2010年6月1日). “Brad Pitt’s Plan B Teams With Reliance To Buy Newspaper Tale ‘The Imperfectionists’”.   Deadline.com. 2014年4月3日閲覧。

- https://www.nytimes.com/2010/05/02/books/review/Buckley-t.html?nl=books&emc=booksupdateema1